# Dorf der verlorenen Jugend
Dorf der verlorenen Jugend (Originaltitel: Bridgend) ist ein dänischer Film von Jeppe Rønde. Die Premiere des Films war am 25. Januar 2015 beim International Film Festival Rotterdam. Der Kinostart in Deutschland war am 10. Dezember 2015.

## Handlung
Sara zieht mit ihrem Vater Dave in die ehemalige Bergbaugemeinde Bridgend, Wales. Dort ereignet sich eine mysteriöse Welle von Selbstmorden, die vor allem von Jugendlichen begangen werden, ohne einen Abschiedsbrief zu hinterlassen. Saras Vater ist der neue Polizeichef und geht den Vorkommnissen auf den Grund, während sich Sara mit einer Gruppe Gleichaltriger anfreundet. Die Jugendlichen hatten einige Freunde unter den Toten und halten im Wald wie auch Internet obskure Gedenkrituale ab. Obwohl Sara vom morbiden Kult befremdet ist, verliebt sie sich in den schüchternen, mürrischen Jamie. Während ihr Vater bei seinen Ermittlungen im Nebel stochert, bekommt die Psyche seiner Tochter gefährliche Risse.

## Hintergrund
Der Film ist inspiriert von wahren Ereignissen: Zwischen 2007 und 2012 kam es in der Gegend um Bridgend zu einer Reihe von ungeklärten Selbstmordfällen unter Jugendlichen, wobei offiziell 79 Menschen in der Regel durch Erhängen zu Tod kamen. Regisseur Rønde verfolgte die Geschehnisse über einen Zeitraum von sechs Jahren und schrieb basierend auf den Geschichten der betroffenen Teenager und Familien das Drehbuch.

## Kritik
Der Filmdienst meint, der Film sei ein „fesselnder, auf wahren Begebenheiten beruhender Mystery-Thriller, der die Gruppendynamik in suggestive Bilder und Klänge fasst“. Dabei bleibe „vieles offen, womit der Film der Wahrheit womöglich aber am nächsten kommt“.

## Auszeichnungen
Der Film wurde zur Festivalsaison 2015 auf zahlreichen Filmfestivals gezeigt und erhielt insgesamt 16 Nominierungen. Ausgezeichnet wurde der Film unter anderem beim Fantasia Film Festival 2015 mit dem AQCC Award, während er beim Göteborg International Film Festival und beim Internationalen Filmfestival Mannheim-Heidelberg lobende Erwähnungen erhielt. Beim Tribeca Film Festival erhielt der Film drei Auszeichnungen:
- Beste Darstellerin für Hannah Murray
- Beste Kamera für Magnus Nordenhof Jønck
- Bester Schnitt für Olivier Bugge Coutté